# Liste der Straßen in Zauckerode

Lage von Zauckerode in Freital

Die Liste der Straßen in Zauckerode enthält alle benannten Straßen des Stadtteils Zauckerode der Großen Kreisstadt Freital im Landkreis Sächsische Schweiz-Osterzgebirge.
In Zauckerode sind 24 Straßen benannt. Die wichtigste Straße des Stadtteils ist die Wilsdruffer Straße, die als Staatsstraße klassifiziert ist und eine wichtige Ausfallstraße Richtung Bundesstraße 173 in Kesselsdorf und Bundesautobahn 17 bildet. Die im Ortskern abzweigende Burgwartstraße hat ebenfalls höhere Verkehrsbedeutung, genauso wie die Saalhausener Straße, die den einzigen befestigten Zugang in den Stadtteil Saalhausen darstellt. Durch die Erschließung großer Baugebiete entstanden in Zauckerode neue Straßen: der größere Teil entstand in den 1970er und 1980er Jahren im Zuge des Wohnungsbauprogrammes der DDR bei der Errichtung einer Plattenbausiedlung vornehmlich für die Arbeiter des Freitaler Edelstahlwerkes. Nach 1990 kam es in Richtung Wurgwitz zur Benennung neuer Straßen für ein weiteres Wohngebiet. Eine weitere Besonderheit stellt auch die Gerhart-Hauptmann-Straße dar, die als Umgehung für die Zauckeroder Straße gebaut wurde, damit diese dem Tonabbau des Ziegelwerkes Eder weichen kann.
Im Stadtverkehr Freital werden die Wilsdruffer, Wurgwitzer, Zauckeroder, Burgwart-, Oppel-, Gerhart-Hauptmann- und Moritz-Fernbacher-Straße sowie die Straße der Stahlwerker und die Saalhausener Straße von den Buslinien des Regionalverkehrs Sächsische Schweiz-Osterzgebirge befahren. In Zauckerode werden dabei sechs Haltestellen angefahren.

## Legende
Die nachfolgende Tabelle gibt eine Übersicht über die vorhandenen Straßen und Plätze im Stadtteil sowie einige dazugehörige Informationen. Im Einzelnen sind dies:
- Bild: Foto der Straße.
- Name/Lage: Aktuelle Bezeichnung der Straße oder des Platzes sowie unter ‚Lage‘ ein Koordinatenlink, über den die Straße oder der Platz auf verschiedenen Kartendiensten angezeigt werden kann. Die Geoposition gibt dabei ungefähr die Mitte der Straße an.
- Namensherkunft: Ursprung oder Bezug des Namens.
- Anmerkungen: Weitere Informationen bezüglich anliegender Institutionen, der Geschichte der Straße, historischer Bezeichnungen, Kulturdenkmalen usw.

## Straßenverzeichnis
| Bild           | Name/Lage                        | Namensherkunft                                                                        | Anmerkungen |
| -------------- | -------------------------------- | ------------------------------------------------------------------------------------- | --- |
|                | Am Bach (Karte)                  | Wiederitz, linker Nebenfluss der Weißeritz                                            | |
|                | Am Heizhaus (Karte)              | An der Straße gelegenes Heizhaus für die Neubausiedlung                               | Die Straße wurde zwischen 1974 und 1984 als Teil der Plattenbausiedlung Zauckerode angelegt. |
| Bilder         | Am Kleinen Weg (Karte)           |                                                                                       | Das Wohnhaus Am Kleinen Weg 7 steht unter Denkmalschutz. |
|                | Am Kunstteich (Karte)            | ehemaliger Kunstteich der Steinkohlenwerke, früher Glück-Auf-Bad, heute Freibad Zacke | |
|                | Bahnhofsweg (Karte)              | Bahnhof Zauckerode an der ehemaligen Schmalspurbahn Freital-Potschappel–Nossen.       | |
|                | Burgwartstraße (Karte)           | Burgwartsberg, Erhebung bei Pesterwitz                                                | |
|                | Gerhart-Hauptmann-Straße (Karte) | Gerhart Hauptmann, deutscher Dramatiker und Schriftsteller                            | Die Straße wurde am 28. September 2001 als Erschließungsstraße für das Döhlener Wohngebiet „Am Pulverturm“ und als Ersatz für die Zauckeroder Straße eröffnet, die aufgrund von Abbaurechten des Ziegelwerkes Eder im Sommer 2013 gesperrt wurde. |
|                | Glück-Auf-Straße (Karte)         | Bergmannsgruß „Glückauf“                                                              | Die Straße wurde zwischen 1974 und 1984 als Teil der Plattenbausiedlung Zauckerode angelegt. |
| Bilder         | Gustav-Klimpel-Straße (Karte)    | Gustav Klimpel, Freitaler Oberbürgermeister                                           | Die Gustav-Klimpel-Straße wurde in den 1990er Jahren gemeinsam mit der Verlängerung der Wurgwitzer Straße zur Erschließung eines Baugebietes angelegt. |
|                | Heinrich-Heine-Straße (Karte)    | Heinrich Heine, deutscher Dichter, Schriftsteller und Journalist                      | Die Straße wurde zwischen 1974 und 1984 als Teil der Plattenbausiedlung Zauckerode angelegt. |
|                | Kurt-Heilbut-Straße (Karte)      | Kurt Heilbut, deutscher Schriftsteller und Redakteur                                  | Die Gustav-Klimpel-Straße wurde in den 1990er Jahren gemeinsam mit der Verlängerung der Wurgwitzer Straße zur Erschließung eines Baugebietes angelegt. |
| Bilder         | Lilienthalstraße (Karte)         | Otto Lilienthal, deutscher Luftfahrtpionier                                           | |
|                | Morgenröthe (Karte)              |                                                                                       | |
| Bilder         | Moritz-Fernbacher-Straße (Karte) | Moritz Fernbacher                                                                     | Die Straße wurde zwischen 1974 und 1984 als Teil der Plattenbausiedlung Zauckerode angelegt. Sie war zunächst ein Teil der Ringstraße. |
| Bilder         | Oppelstraße (Karte)              | Oppelschacht                                                                          | Die Straße wurde zwischen 1974 und 1984 als Teil der Plattenbausiedlung Zauckerode angelegt und hatte damals den Namen „Straße der Befreiung“. Eine Abschirmwand im Bereich Oppelstraße/Ringstraße ist denkmalgeschützt. |
| Bilder         | Ringstraße (Karte)               |                                                                                       | Die Straße wurde zwischen 1974 und 1984 als Teil der Plattenbausiedlung Zauckerode angelegt. Eine Abschirmwand im Bereich Oppelstraße/Ringstraße ist denkmalgeschützt. |
| Bilder         | Saalhausener Straße (Karte)      | Saalhausen, Stadtteil Freitals                                                        | Die Hausnummer 20 ist als Wohnstallhaus in Fachwerkbauweise in die Kulturdenkmalliste aufgenommen worden. |
|                | Schachtweg (Karte)               |                                                                                       | Die Straße wurde zwischen 1974 und 1984 als Teil der Plattenbausiedlung Zauckerode angelegt. |
| Bilder         | Straße der Stahlwerker (Karte)   | Arbeiter des Edelstahlwerks Freital                                                   | Die Straße wurde zwischen 1974 und 1984 als Teil der Plattenbausiedlung Zauckerode angelegt und trug den Namen „Otto-Grotewohl-Straße“. |
| Bilder         | Weißiger Hang (Karte)            | Weißig, Stadtteil Freitals                                                            | Die Straße wurde zwischen 1974 und 1984 als Teil der Plattenbausiedlung Zauckerode angelegt. |
| weitere Bilder | Wilsdruffer Straße (Karte)       | Wilsdruff, Stadt im Landkreis Sächsische Schweiz-Osterzgebirge                        | Die Wilsdruffer Straße ist auf ihrem vollen Verlauf durch Zauckerode als Staatsstraße 36 ausgewiesen. Im Bereich des Gewerbegebietes hat sie eine durchgehende begrünte Mittelinsel. Es gibt außerdem drei Kulturdenkmale an der Straße in Zauckerode: der Mehner-Schacht (Nr. 50), der Gasthof Zauckerode (Nr. 130) und die Villa Wilsdruffer Straße 172/172a. |
| Bilder         | Wurgwitzer Straße (Karte)        | Wurgwitz, Stadtteil Freitals                                                          | Die Straße führte ursprünglich nur etwa 200 Meter von der Wilsdruffer Straße weg. Zur Erschließung eines neuen Wohngebietes wurde sie in den 1990er Jahren ausgebaut und bis an die Zöllmener Straße in Wurgwitz verlängert. |
| Bilder         | Zauckeroder Straße (Karte)       | Zauckerode, Stadtteil Freitals                                                        | Die Zauckeroder Straße wurde im Sommer 2013 zwischen Zauckerode und der neuen Gerhart-Hauptmann-Straße in Döhlen gesperrt, da das Ziegelwerk Eder in diesem Gebiet über Abbaurechte für Ton verfügte. |
|                | Zum Freibad (Karte)              | Freibad Zacke, früheres Glück-Auf-Bad                                                 | |